# جامع الوفائية

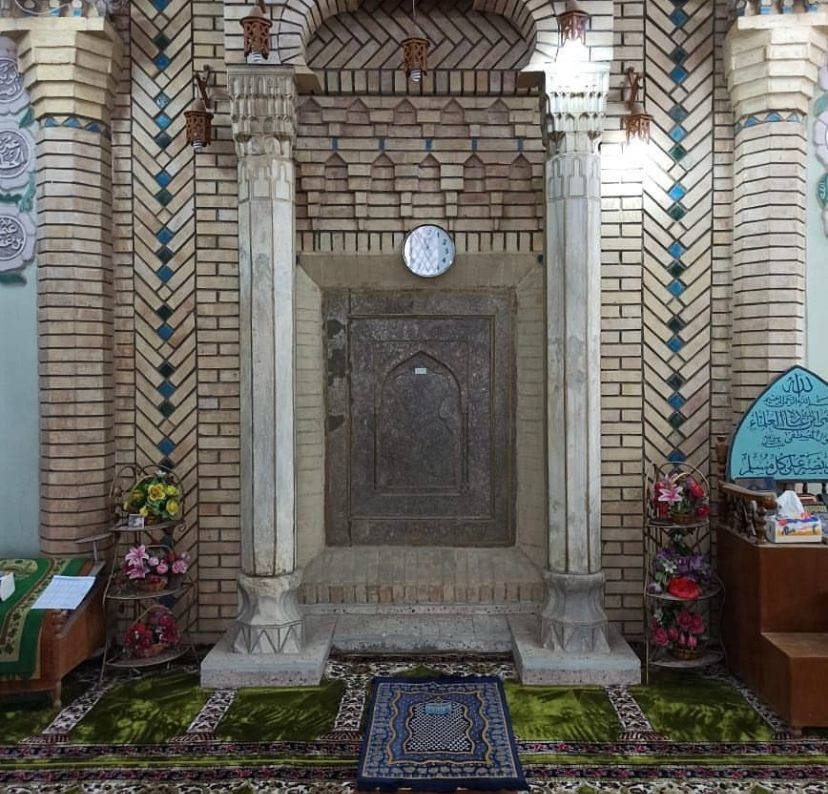
صورة من داخل مسجد الوفائية وفيها محراب ورثته العائلة العلقبندية الطائية من زمن عثمان بن عفان رضي الله عنه

جامع الوفائية، وهو من مساجد العراق التراثية القديمة وكان يسمى مسجد الاسماعيلية، ويقع في جهة الرصافة من العاصمة بغداد بين أزقة شارع النهر، وهو مسجد أثري شيد وبني من قبل السيدة وفا خاتون، بنت (الجايتو المغولي حفيد هولاكو)، وكانت وفاتها في حدود عام 800هـ/1397م، ولكثرة الحروب والاحتلالات فقد خرب المسجد والمدرسة، فجددهما الوالي إسماعيل باشا، وتاريخ التجديد مؤرخ بأبيات شعرية باللغة التركية مكتوبة في المسجد، ثم جدد عمارتهِ إسماعيل باشا الثاني عام 1147هـ، ويحتوي مبنى الجامع على مدرسة دينية سميت باسم المدرسة الإسماعيلية أو المدرسة الوفائية، وجرى تجديد وترميم الجامع عام 1061 هـ/1650م، وشغل منصب التدريس فيها الشيخ مصطفى العلقبند الثاني المتوفي سنة 1234 هـ/ 1819م، وهو مدرس في مدرسة جامع أبي حنيفة ومدرسة الحضرة القادرية أيضاً، وهو من احفاد مصطفى العلقبند الأول المتوفي عام 1165 هـ/1751م، ثم استلم الشيخ محمد سعيد العلقبند التولية عام 1917 إلى عام 1929، وكان يقوم بالتدريس المدرس الشيخ نجم الدين الواعظ ثم جدد المسجد والمدرسة المتولي عبد اللطيف جلبي المدرس المتوفي عام 1391 هـ/1971م، وشغل منصب العناية بالمسجد والمدرسة بعده ابنه الشيخ محمد محروس المدرس المتوفي عام 2022.
وقال المتولي الشيخ محمد محروس المدرس: لقد اغتصبت الموقُوفات التي للمسجد، وأهملت المدرسة ومسجدها، فعمرها إسماعيل باشا، فسميت باسمهِ (المدرسة الإسماعيلية)، ثم تركت واهملت مرة أخرى فقام مصطفى العلقبند الأول بن عبد النبي بن خليل الطائي، باستحصال إذن من قاضي بغداد لأجل تعميرها، وأوقف عليها من خالص مالهِ مجموعة من الدكاكين والاراضي المتفرقة في أنحاء بغداد، ثم أخذ يستبدل استبدالا عينيا الموقوفات الأصلية بمستغلات تحيط بالمدرسة، ولا تزال موجودة ومن ضمن التولية الحالية لها، والتعميرات الأخيرة قام بها المتولي الأخير الشيخ محمد محروس المدرس في الفترة بين ثمانينيات القرن الماضي والتسعينيات، فجاءت المدرسة والمسجد بأبهى. صورة لها.
وعند الدخول للمسجد توجد ساحة مرصوفة الأرضية بالطابوق، تتوسطها نافورة مياه جميلة، وعلى جانب منها حرم لمصلى واسع، وفي داخلهِ محراب قديم أثري، مصنوع من الحجر المرمر يعود تاريخه إلى عهد بناء المسجد، وسقف الحرم مسقف بالطابوق بطريقة بناء عقادة حصيري الزخرفة، وتوجد في المبنى مكتبة بواجهة طولها 25 متر تقريباً وعرض متران، وتمت صيانة وترميم الجامع والمبنى مؤخراً من قبل متولي الجامع الحالي الشيخ محمد محروس المدرس.

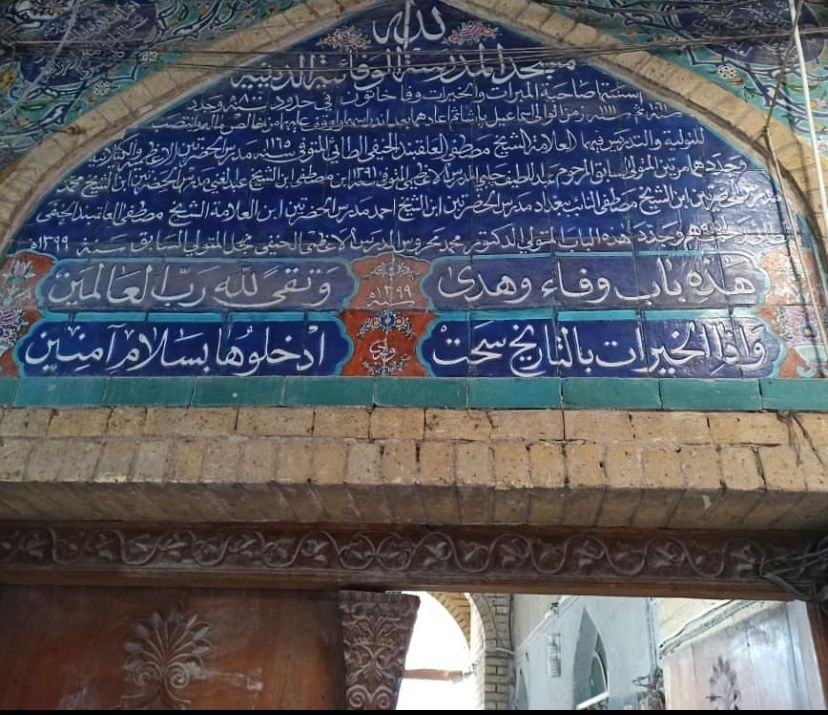
صورة لمدخل الجامع

أما الانفاق على التجديد والتعمير للمسجد فمن الموقوفات فهي التي أوقفها الواقف من خالص مالهِ وهو (مصطفى العلقبند الطائي).

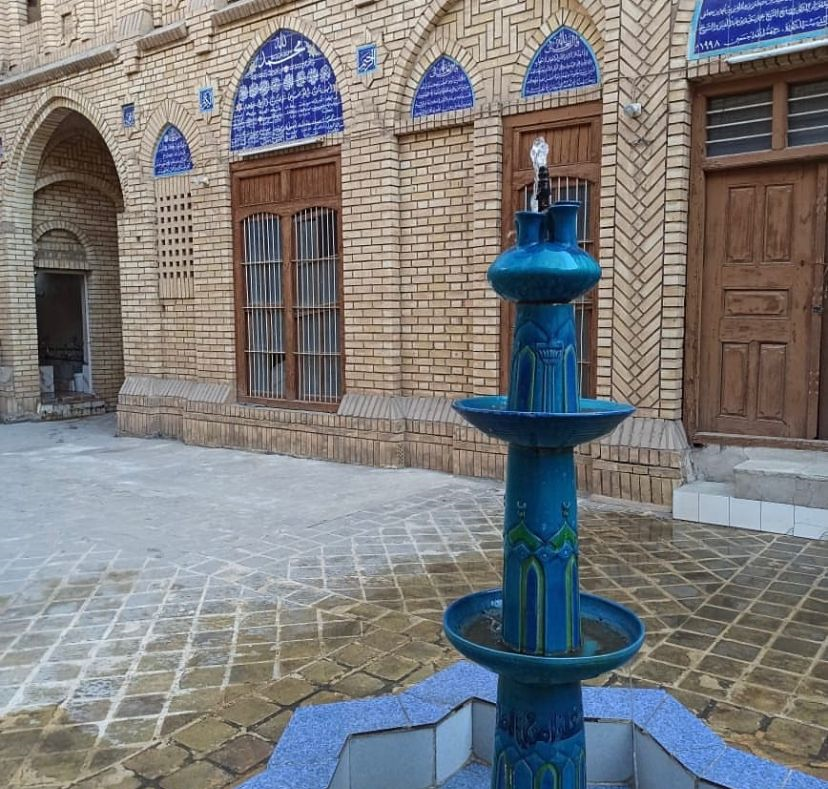
صورة من ساحة الجامع